# جوزيف سوان
جوزيف ويلسون سوان (بالإنجليزية: Joseph Wilson Swan)‏ (31 أكتوبر 1828 - 27 مايو 1914) هو فيزيائي و كيميائي بريطاني اشتهر باختراعه لأول مصباح متوهج.